# Dmitrò Leonkin
Dmitrò Leonkin   (Sasovsky District, 16 de desembre de 1928 - Lviv, 1980) va ser un gimnasta artístic ucraïnès que va competir sota bandera de la Unió Soviètica durant les dècades de 1940 i 1950.
El 1952 va prendre part en els Jocs Olímpics d'Estiu de Hèlsinki, on disputà vuit proves del programa de gimnàstica. Guanyà la medalla d'or en el concurs complet per equips i la de bronze en les anelles. En la resta de proves no obtingué resultats destacats.
En el seu palmarès també destaquen tres campionats nacionals soviètics, un en l'exercici d'anelles (1951) i dos en el de terra (1951 i 1954).